# Горное училище
Горное училище (Санкт-Петербург; 1773—1804) — старейшее высшее учебное заведение горного профиля в Российской империи.

## История
21 октября (1 ноября) 1773 года императрица Екатерина II утвердила решение Сената о создании Горного училища. Эта дата стала днем рождения не только Горного университета, но и всего высшего технического образования Российской империи. 9 (20) июля 1774 года состоялось торжественное открытие Горного училища.
Первоначально Горное училище разместили в выкупленных у графа П. Б. Шереметева двух зданиях, находящихся на Васильевского острове у набережной Невы.
Непосредственным поводом к основанию Петербургского горного института явилось обращение пермского рудопромышленника башкира Тасимов, Исмагил, который в 1771 году обратился в Берг-коллегию с просьбой о разрешении разрабатывать казённые медные рудники и об учреждении Горного училища на том же основании, на каком учреждались Кадетские корпуса и Академии. На содержание училища «доколе последнее будет существовать» промышленники обещали платить с каждого пуда поставленной ими руды по полуполушке из получаемой на неё платы. В связи с этим Берг-Коллегия выработала предложение «О заведении горной школы», которое вскоре было одобрено Сенатом и представлено Екатерине II в виде доклада «Об учреждении Горного училища при Берг-коллегии».
В Докладе Сената говорилось, что «… нынешнее заводского Правления состояние весьма от прежнего разниться; ибо, как прежде учреждено оное было для одного только размножения заводов, так ныне имея предметом общественную экономию, оно же должно стараться вообще о построении заводов, о прочности оных, о лучшем производстве горной работы, о существенном разборе металлов по их достоинствам и качествам, так и о доставлении из них меньшим, или, по крайней мере, равным иждивением большей пред прежним Государству прибыли; чего без обученных людей и сведущих заводских правителей ни как произвести не можно…».
К докладу прилагался план создания первого высшего учебного заведения, в котором предлагалось «сие училище именовать Горным Кадетским Корпусом, для того, что учащееся в оном юношество, единственно к службе Горного Корпуса готовиться будет». План содержал следующие пункты: Об определении в Корпус; О числе и жилищах кадетов; О содержании кадетов; Об одежде; О науках, каким Горных кадет непременно обучать должно (арифметика и алгебра, геометрия и маркшейдерское искусство, минералогия и металлургия, рисование, химия, механика и гидравлика, физика); Об экзаменах; О выпуске кадет из Корпуса; О кадетах, приватно учащихся.
Выдающаяся роль в открытии училища принадлежала крупному государственному деятелю и ученому М. Ф. Соймонову, который стал первым директором училища. Первыми студентами, зачисленными в училище 28 июня 1774 года, стали 19 студентов Московского университета, уже прошедшие изучение основ химии, арифметики и геометрии, немецкого, французского и латинского языков, 4 пробирных ученика из химической лаборатории Берг-коллегии и 6 своекоштных учащихся. Первый отряд горных офицеров был выпущен из училища в ускоренном порядке уже в 1776 году в связи с тем, что студенты Московского университета уже имели общеобразовательную подготовку. К концу XVIII века в Горном училище обучались уже 108 человек. Для их практической подготовки во дворе был сооружен «примерный рудник», открыты первые «лаборатории» — плавильные печи и рудопромышленные верстаки. Каждые полгода проводились экзамены в присутствии членов Берг-коллегии, а также «людей известных ученостей».
В училище читались преимущественно специальные предметы: геометрия, маркшейдерское искусство, минералогия, металлургия, химия, механика. С введением в 1776 гимназического курса возрастной состав учащихся расширился за счёт учеников младшего возраста. Обучение продолжалось 4 года; выпускники получали звание «шихтмейстер» или чин унтер-офицера. В 1774 при Петербургском горном училище учреждено Учёное собрание, способствовавшее превращению училища в один из очагов развития горной науки в России. Учёное собрание подготовило к изданию 7 томов «Горного словаря» (1774—1777) и выпустило ряд научных работ и учебных пособий. Одновременно при училище были сооружены «примерный» учебный рудник, опытные плавильные печи и рудопромывальные устройства для практической подготовки горных инженеров.
В Петербургском горном училище в разное время преподавали А. М. Карамышев, И. М. Ренованц, Л. Ю. Крафт, В. М. Севергин, П. И. Медер, Е. И. Мечников, П. Ф. Ильман и др. В качестве учебных пособий служили труды В. И. Геннина, М. В. Ломоносова, И. А. Шлаттера, И. Ф. Германа, а также переводная литература по горному делу и смежным с ним наукам. С момента основания по 1783 Петербургское горное училище находилось в ведении Берг-коллегии, затем Казённой палаты (1783—1784), Кабинета, ведавшего императорским имуществом (1784—1796), Берг-коллегии (1796—1802), Министерства финансов (с 1802).
Сохранились описания парадной студенческой одежды того времени: мундир алого цвета, двубортный, с белым воротником и отворотами, обитыми золотым позументом.
19 (31) января 1804 г. училище было преобразовано в Горный кадетский корпус.

## Директора Горного училища
По году утверждения:
- 1773 — Соймонов, Михаил Фёдорович
- 1776 — Нарышкин Семен Васильевич
- 1777 — Нартов, Андрей Андреевич
- 1783 — Ярцов, Никита Сергеевич
- 1784 — Соймонов, Пётр Александрович
- 1793 — Попов, Василий Степанович
- 1795 — Нартов, Андрей Андреевич, 2 срок
- 1796 — Соймонов, Михаил Фёдорович, 2 срок
- 1801 — Алябьев, Александр Васильевич.